# Evangelische Kirche Schlangen

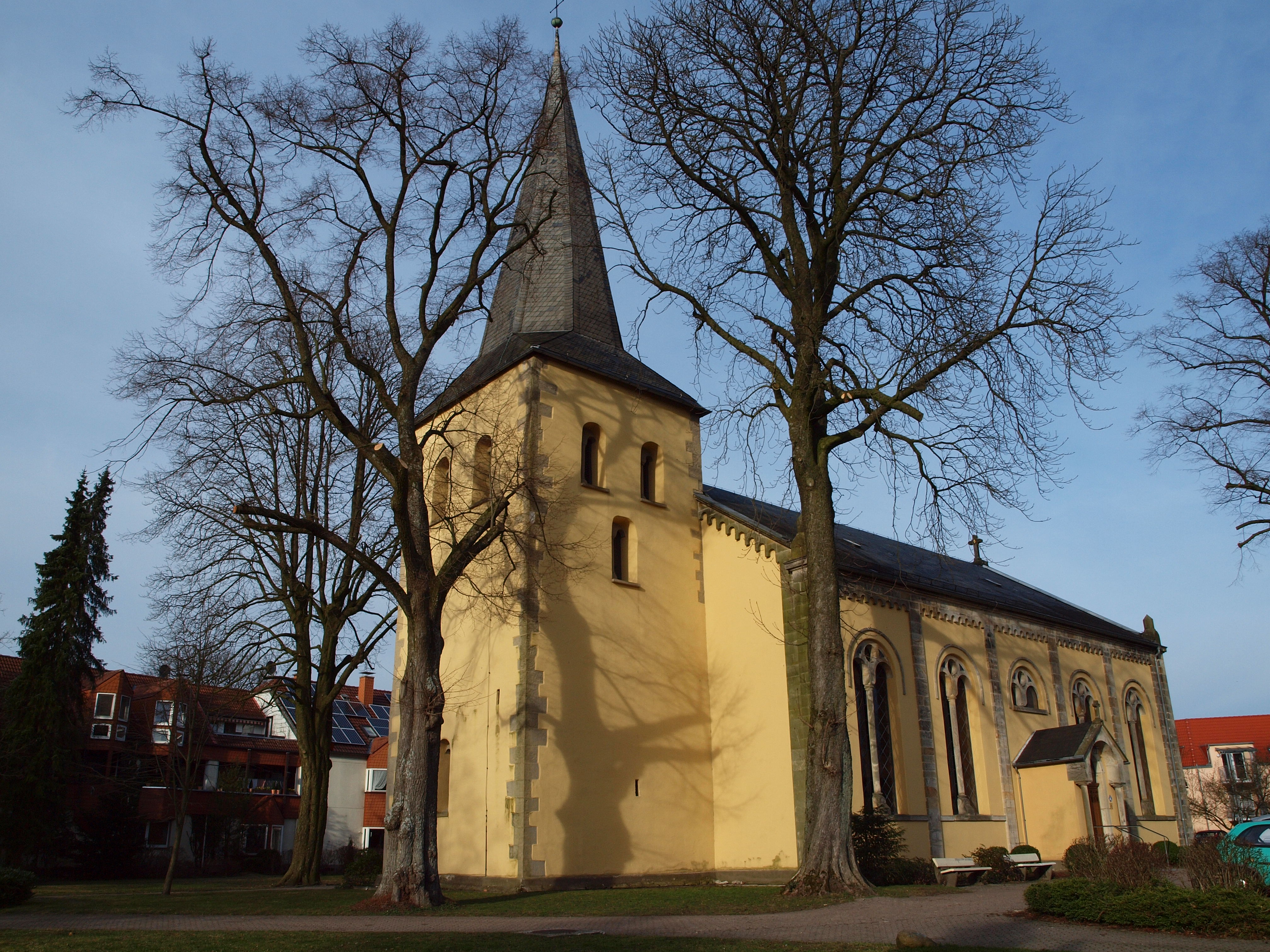
Evangelische Kirche

Die evangelische Pfarrkirche ist ein denkmalgeschütztes Kirchengebäude in Schlangen, einer Gemeinde im Kreis Lippe, in Nordrhein-Westfalen.

## Geschichte und Architektur

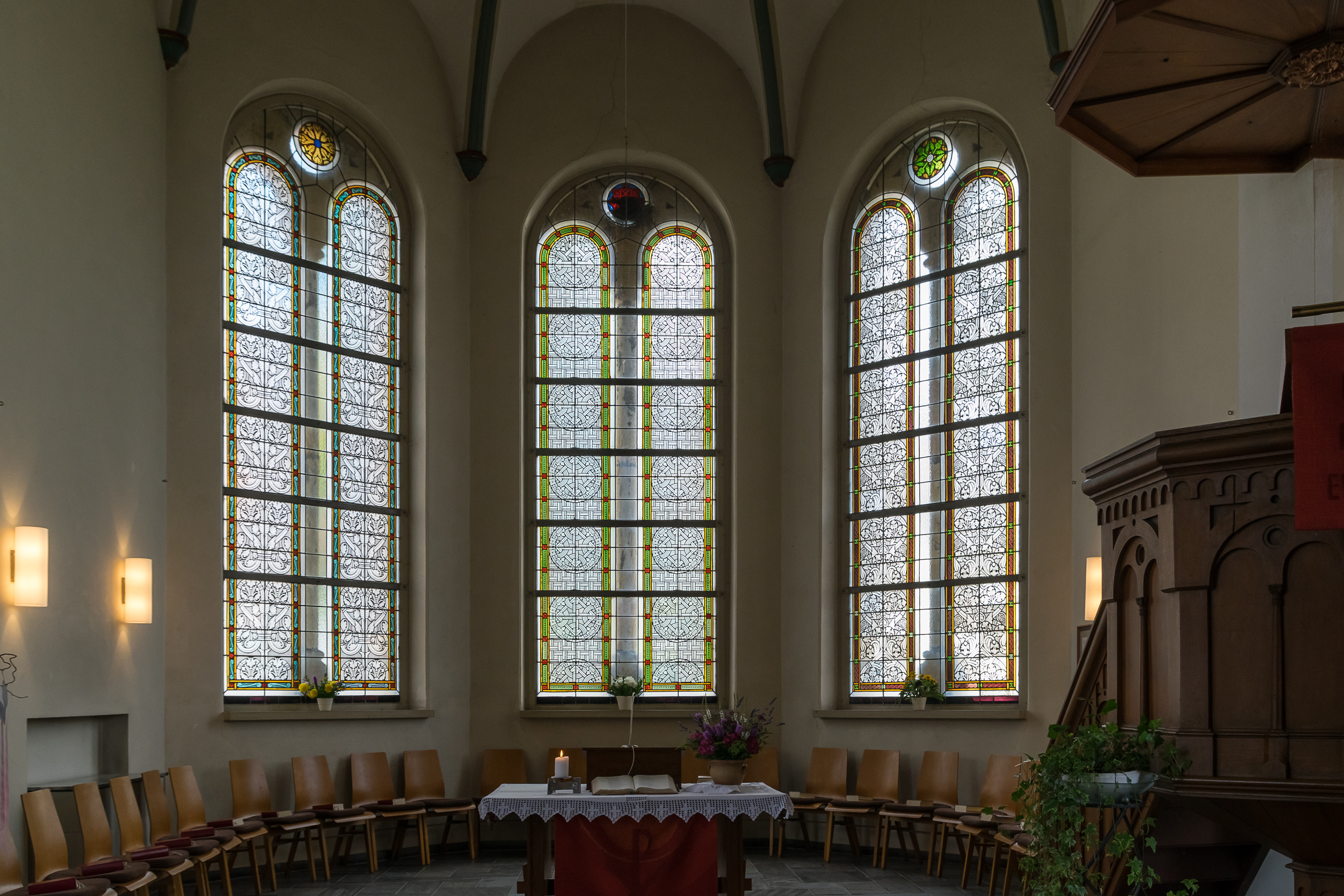
Chorfenster von Oidtmann

Die neuromanische, fünfjochige, lichte Hallenkirche mit einem 5/8-Chorschluss wurde 1878 nach Plänen von Baurat Merckel aus Detmold errichtet. Das Gebäude ist ein Putzbau mit Sandsteingliederung. Die Kreuzrippengewölbe lagern auf gusseisernen polygonalen Stützen. Die Außenwände werden durch große rundbogige Fenster gegliedert. An jeder Seite des Mitteljochs ist eine kleine Vorhalle angefügt. Der mittelalterliche Westturm stammt von einer Vorgängerkirche aus der ersten Hälfte des 13. Jahrhunderts. Der Turm ist durch ein spitzbogiges Stufenportal begehbar.
Bei archäologischen Grabungen wurden 1969 die Fundamente einer zweijochigen, gewölbten Saalkirche mit eingezogenem quadratischem Chor freigelegt. Auch wurde der Rest eines älteren Saalbaus mit Apsis nachgewiesen.

### Chorfenster
Die drei Buntglas-Chorfenster stammen aus der Bauzeit und wurden 1878 von der Glasmalerei Oidtmann gefertigt. Als Vorbild dienten Fenster aus dem Kreuzgang des Klosters Heiligenkreuz in Niederösterreich, von denen Albert Camesina 1859 Zeichnungen „als Vorlageblätter zur Nachbildung für verschiedene Erzeugnisse des Gewerbefleißes“ veröffentlichte.

### Christophorus-Wandbild

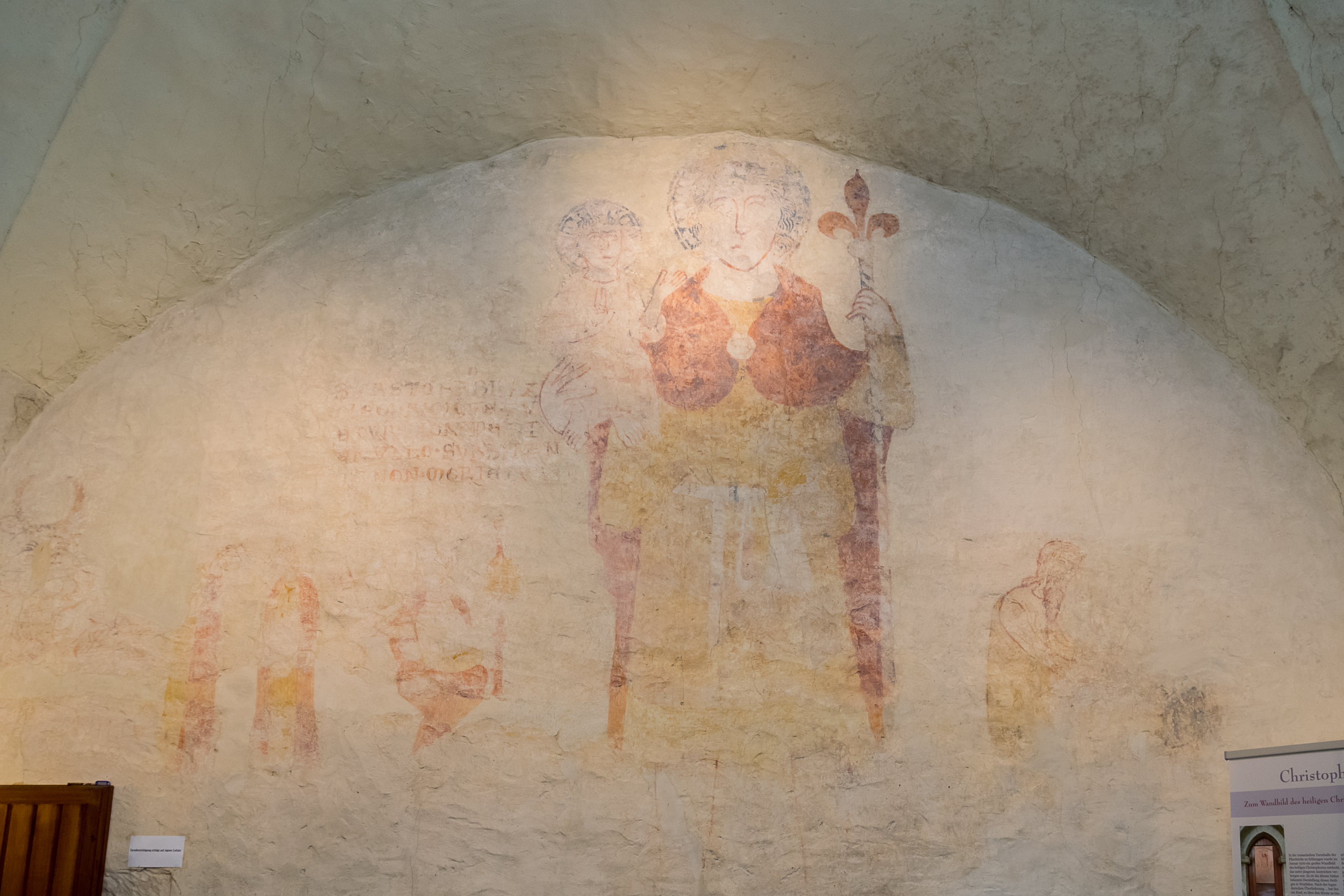
Christophorus-Wandbild

Bei Renovierungsarbeiten kam im Turm im Januar 1970 ein mehrfach übermaltes Wandbild zutage. Das Bild zeigt den Heiligen Christophorus und gilt als dessen älteste Darstellung in Westfalen. Es befindet sich gegenüber dem Turmportal und begrüßte damit in früheren Zeiten die Kirchenbesucher. Vermutlich wurde das Wandbild zusammen mit der Umsetzung des Portals gestaltet und entstand frühestens Mitte des 13. Jahrhunderts. Links der Christophorus-Darstellung befindet sich eine Inschrift, sie lautet

“SCRSTOFORI FA
CIEM..MQVE TV
ETVR..LON.PE DI
ENVLLO SVBBIT.N
…NON MORIETVR”

„Wer auch immer das Antlitz des hl. Christophorus anschaut, der wird sicherlich an jenem Tage keinesfalls eines plötzlichen Todes sterben“

### Orgel

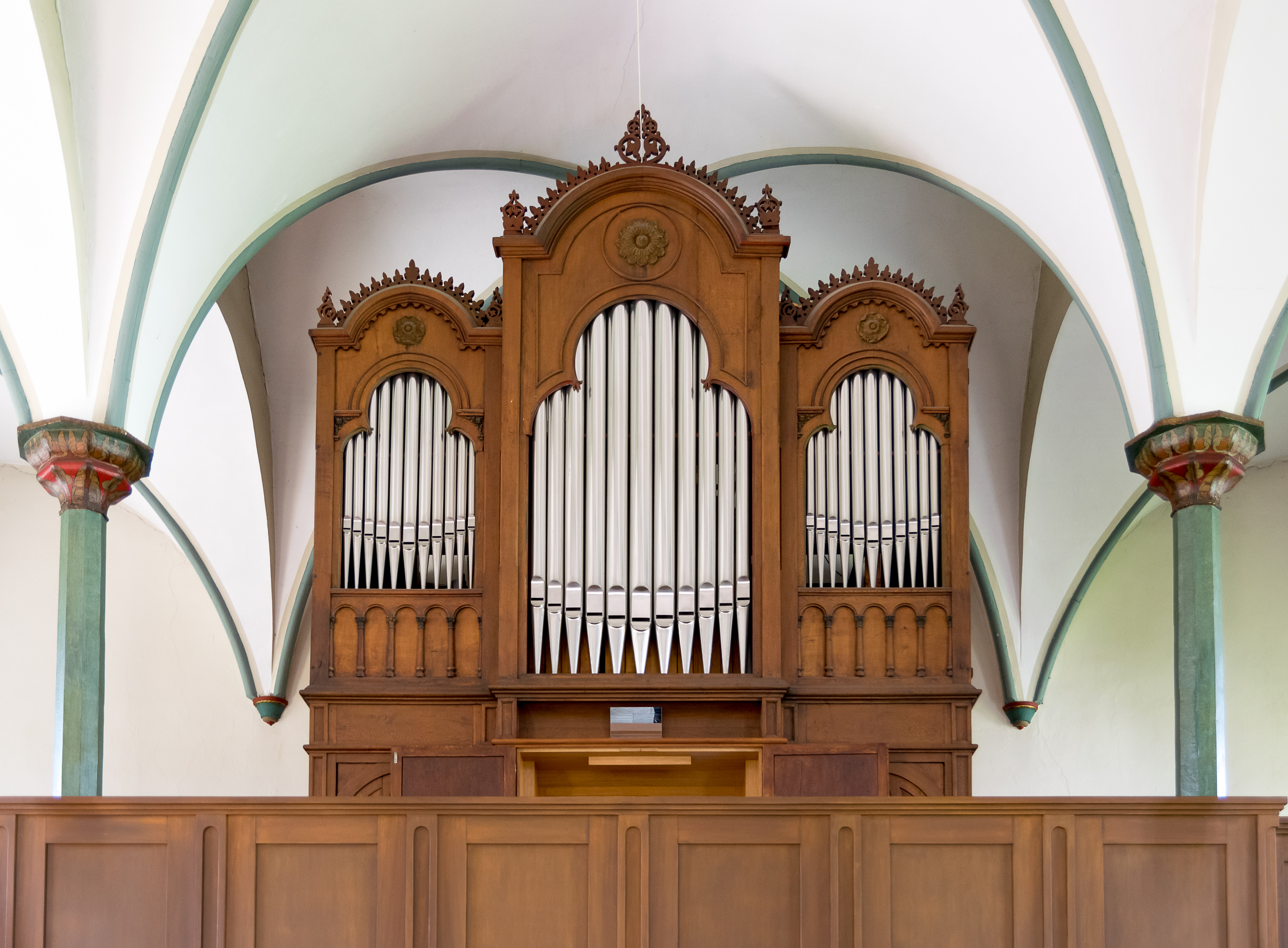
Furtwängler-Orgel

In der Vorgängerkirche gab es ab 1725 eine Orgel des Orgelbauers Johann Berenhard Klausing. Diese Orgel verfügte über eine einmanualige Schleiflade mit 6 Registern. Nach Abbruch der Kirche im Jahr 1878 tat die Orgel noch einige Jahre Dienst im Gasthaus Poppe, wurde dort aber spätestens 1891 abgebaut. Gustav Schmidt, von 1866 bis 1894 Pfarrer in Schlangen, bestand für den Kirchneubau auf Anschaffung einer Orgel mit Kegellade, der ersten im Land Lippe. Er entschied sich für den Orgelbauer Philipp Furtwängler & Söhne aus Elze. Damit setzte sich Schmidt über das Fürstlich-Lippische Konsistorium hinweg, die auf der Beschäftigung heimischer Firmen bestand und den Orgelbau daher nicht bezuschusste. Die Orgel mit 20 Registern auf zwei Manualen mit Pedal wurde im Spätherbst 1879 aufgebaut.
Im Ersten Weltkrieg mussten die Zinnpfeifen des Orgelprospekts abgegeben werden. Als Ersatz wurden Zinkpfeifen eingesetzt. 1925 erhielt die Orgel eine elektrische Gebläsemaschine. Ein größerer und letztlich nicht glücklicher Umbau erfolgte im Zuge der Kirchenrenovierung 1969. Die Orgel wurde mit einer elektrischen Traktur ausgestattet, der Spieltisch von der vorherigen mittigen Position an die linke Gehäuseseite gesetzt.
1991 entschied sich der Kirchenvorstand für eine Wiederherstellung der Furtwängler-Orgel. Die beauftragte Firma Alfred Führer aus Wilhelmshaven schloss die Umbau- und Renovierungsarbeiten im Januar 1995 ab.
Disposition:
| I Manual C–f3 |                |     |
| 1.            | Bordun         | 16′ |
| 2.            | Principal      | 8′  |
| 3.            | Gamba          | 8′  |
| 4.            | Hohlflöte      | 8′  |
| 5.            | Octave         | 4′  |
| 6.            | Flauto amabile | 4′  |
| 7.            | Octave         | 2′  |
| 8.            | Mixtur 4fach   |     |
| 9.            | Trompete       | 8′  |

| II Manual C–f3 |                  |     |
| 10.            | Lieblich gedackt | 16′ |
| 11.            | Geigenprinzipal  | 8′  |
| 12.            | Salicional       | 8′  |
| 13.            | Gedacktflöte     | 8′  |
| 14.            | Stillgedackt     | 4′  |
| 15.            | Gemshorn         | 4′  |

| Pedal C–d1 |               |     |
| 16.        | Violon        | 16′ |
| 17.        | Subbass       | 16′ |
| 18.        | Prinzipalbass | 8′  |
| 19.        | Gedacktbass   | 8′  |
| 20.        | Gamba         | 8′  |

- Koppeln: II/I, I/P, II/P

### Glocken
Der Glockenstuhl der Kirche war ursprünglich für zwei Glocken vorgesehen. Das Geläut bestand bis 1975 aus einer Bronzeglocke eines unbekannten Herstellers von 1412 – und damit einer der ältesten noch erhaltenen und datierten Glocken in Lippe – und einer Bronzeglocke von Claudius Bricon aus dem Jahr 1656. Aus derselben Reihe wie die Glocke von 1412 stammt auch die Glocke von 1398 im Stumpfen Turm im Lemgo. Die Inschrift GH könnte auf den Meister Hans Grawick hindeuten. Eine dritte Glocke aus der Reihe befindet sich in der Kirche in Hohenhausen, sie stammt aus dem Jahr 1446. Eine weitere Glocke wurde 1807 von Bernhard Heinrich Fricke aus Gütersloh umgegossen. Sie wog lediglich 47 kg und diente möglicherweise als Stundenglocke. Diese kleinere Glocke musste im Ersten Weltkrieg abgegeben werden. Auch die Bricon-Glocke von 1656 wurde abgegeben, konnte aber 1919 zurückgeholt werden. Der alte Glockenstuhl wurde 1975 ausgetauscht und kann seitdem drei Glocken aufnehmen. Seit 1976 wird das Geläut ergänzt durch eine Bronzeglocke der Glockengießerei Petit & Gebr. Edelbrock.
| Nr. | Durchmesser (mm) | Masse (kg) | Schlagton | Jahr | Gießer(ei)              | Inschrift |
| 1   | 1000             |            | g1        | 1976 | Petit & Gebr. Edelbrock | JESUS CHRISTUS GESTERN UND HEUTE DERSELBE AUCH IN EWIGKEIT OSTERN 1976                                                                      |
| 2   | 935              | 550        | c2        | 1412 | (Hans Grawick)          | + AVE MARIA GRACIA PLENA ANNO DNI M° CCCCXII GH                                                                                             |
| 3   | 890              | 468        | a1        | 1656 | Claudius Bricon         | + IN NOIE SS TRIADIS ; SVB REGIM ; ILLMI; DNI HERMANNI ADOLPHI ; COMITI AC NOBIL ; DNI IN LIPPIA ET C ; A CLAUDIO BRICON FVSA SVM ANNO 1656 |